# Radio Vlaanderen Internationaal
Radio Vlaanderen Internationaal (RVi) is de voormalige Belgische Nederlandstalige wereldomroep.

## Ontstaan
In 1931 werd er door het Nationaal Instituut voor de Radio-omroep (NIR), de Regie voor Telegraaf en Telefoon (RTT) en het Ministerie van Koloniën gestart met het uittesten van een korte golf-verbindingen tussen België en Leopoldstad in Belgisch-Congo. Vanaf 24 november 1934 waren reguliere uitzendingen een feit, er werd anderhalf uur per dag uitgezonden. De programmering bestond uit Het Gesproken Dagblad/Le journal parlé gevolgd door een uur muziek.
Het ontstaan van de wereldomroep had zijn wortels in de oprichting van de Belgische Nationale Dienst voor Radio-omroep (BNRO) te Londen door de Belgische regering Pierlot V in ballingschap tijdens de Tweede Wereldoorlog. De uitzendingen van het BNRO startte op 8 februari 1943 via de BBC (ici Londres). Later werd er uitgezonden vanuit Leopoldstad, met daarnaast redacties in Londen en New York, met als doel het door de Duitsers bezette België te spreken. De uitzendingen vonden plaats in het Nederlands, Frans, Engels, Spaans en Portugees.

## Na de oorlog
Enkele maanden na de bevrijding, op 31 januari 1945, werd de Werelddienst (Service Mondial) officieel opgericht. Het radiostation, ook bekend als 'de vriendschapsbode', groeide uit tot een populaire internationale radiozender die meermaals de titel Favorite International Short Wave Station verwierf, er werd in deze periode uitgezonden vanuit Brussel en Leopoldstad. Op 17 november 1949 werd gestart met uitzendingen voor missionarissen. In deze periode bracht Jozef Coolsaet de avonturen van een missionaris in Canada. In 1952 werd een nieuw zenderpark te Waver-Tombeek in gebruik genomen en werden alle redacties in Brussel geconcentreerd. Drie jaar later, in 1955, werden de uitzendingen in vreemde talen gestaakt uit budgettaire redenen. Het leidmotief is vanaf dan het bereiken van landgenoten in het buitenland, in bijzonderheid in Afrika en Amerika. Ter gelegenheid van de Wereldtentoonstelling te Brussel in 1958 beleefde de internationaal gerichte activiteiten van de OCT een kleine opflakkering, tevens werd er gestart met een transcriptiedienst.
Onder de bevoegdheid van toenmalig minister van culturele zaken Pierre Harmel in de regering-G. Eyskens III werd het NIR, bij wet van 18 mei 1960, omgevormd tot de Belgische Radio en Televisie met autonome instituten voor Nederlandstalige en Franstalige uitzending. De werelduitzendingen werden ondergebracht in het Instituut van de Gemeenschappelijke Diensten. In juni van datzelfde jaar vond de onafhankelijkheid van Congo plaats. Door deze twee gebeurtenissen werd in 1962 een nieuwe interne structuur voor de werelduitzendingen bepaald, deze zou voortaan bestaan uit de diensten 'Belgen in de Wereld', 'Ontwikkelingslanden' en 'Belgische Presentie in de Wereld'. 
De dienst 'Belgen in de Wereld' richtte zich in het Nederlands en Frans tot missionarissen, zeelieden, kolonisten en ontwikkelingsmedewerkers, alsook uitgeweken Belgen in onder meer de Canadese staat Manitoba, de Amerikaanse staten Michigan en Indiana, alsook Argentinië, Brazilië of Chili. De dienst 'Ontwikkelingslanden' richtte zich op Congo en de voormalige Belgische voogdijgebieden met uitzendingen in het Frans en de vijf voornaamste inheemse talen. De dienst 'Internationale Presentie' ten slotte verzorgde Belgische transcriptieprogramma's en producties in de meest verscheidene talen die werden uitgezonden door circa 500 radiostations in de wereld, goed voor 18.000 uitzendingen van circa 16 uur per dag.

## Nieuwe kanalen
Medio jaren 70, naar aanleiding van de golflengteconferentie te Geneve, waren er plannen voor een gemeenschappelijke Nederlands-Vlaamse omroep onder de naam Radio Delta. Het project mislukte echter. Op 11 maart 1991 zond de Franstalige RTBF-zusterzender Radio 4 Internationale haar laatste uitzending uit. Het programma Ici Bruxelles werd vanaf dan opengesteld voor Franstalige luisteraars. De Vlaamse wereldomroep veranderde vervolgens in 1992 zijn naam in Radio Vlaanderen Internationaal. 
Op 1 december 1999 start Radio Vlaanderen Internationaal via de ‘Astra’-satelliet.
In 2002 werd het aanbod grondig aangepast en op 24 oktober 2009 werden de uitzendingen via de korte golf stopgezet. Op 31 december 2011 werd het internationale radiokanaal van de VRT stopgezet wegens besparingen, milieuredenen, en omdat de nieuwe satelliet- en internettechnologie steeds algemener beschikbaar is. 
RVi was in Vlaanderen nog te ontvangen via het internet en in sommige gemeenten via de kabel. Ook was het in de rest van Europa te ontvangen via satelliet en internet (dat signaal werd ook elders in de wereld doorgestraald, en werd soms via een betaalpakket aangeboden) en in Zuid-Europa en Afrika op de korte golf.

## Redactie
| Tijdspanne  | Directeur            |
| ----------- | -------------------- |
| 1945 - ?    | Frans Zoete          |
| ? - 1981    | Willy Sanders        |
| 1981 - 1985 | Julien Peeters       |
| 1985 - ?    | Piet Van Roe         |
| 1986 - 1989 | Jozef Coolsaet       |
| 1989 - 1996 | Jacques Vandersichel |
| 1996 - 1998 | Monique Delvaux      |
| 1998 - 2007 | Wim Jansen           |
| ? - ?       | Jan Knudde           |

## Programmering
Rvi had eigen programma's en informatie maar nam ook bepaalde programma's over van Radio 1 en Radio 2. Bekende programma's waren groetjes voor onze zeevarenden (familieberichten, op zaterdagavond), Ici Bruxelles, de ligging van de Belgische zeeschepen en op zondagavond Vragen staat vrij.

## Bekende medewerkers
- Mieke Berendsen
- Kris Borms
- Jozef Coolsaet
- Paskal Deboosere[10]
- Karel De Goeyse
- Wim De Lathauwer
- Monique Delvaux
- Peggy De Meyer
- Lukas De Vos
- Guy De Pré

- Bettina Geysen
- Wim Jansen
- Jan Knudde
- Julien Peeters
- Jan Robbrecht[11]
- Willy Sanders
- Jan Schodts
- Luc Simons
- Jacques Vandersichel
- Lieven Van Gils

- Anton Van Gramberen
- Jos Van Hemelrijck
- Piet Van Roe
- Frieda Van Wijck
- Peter Verlinden
- Griet Vos
- Frans Vossen
- Etienne Wijnant
- Frans Zoete